# Tura nigromaculata
Tura nigromaculata là một loài chân đều trong họ Porcellionidae. Loài này được Schmoelzer miêu tả khoa học năm 1974.